# Якушко Ольга Пилипівна
О́льга Пилипівна Яку́шко (біл. Вольга Піліпаўна Якушка; 18 березня 1921, Мінськ, Російська імперія — 21 серпня 2012, Мінськ, Білорусь) — радянська і білоруська географиня, геоморфологиня, засновниця білоруської школи лімнології, докторка географічних наук, професорка, заслужена діячка науки Білоруської РСР, лауреатка Державної премії Білоруської РСР.

## Біографія
Народилася 18 березня 1921 року в Мінську. Тато — син селянина — відомий інженер-будівельник часів перших радянських п'ятирічок, зокрема головного корпусу БГУ (зараз корпус географічного факультету БГУ), Оршанського бавовнокомбінату, останньої черги Дому уряду. Мама була дуже освіченою людиною, її запрошували працювати у бібліотеки міста.
У 1938 році після закінчення середньої школи № 5 м. Мінська, не зважаючи на бажання тата, щоб донька стала будівельницею або інженеркою, вступила на геолого-ґрунтово-географічний факультет БГУ й до початку Великої Вітчизняної війни встигла закінчити 3 курс.
Війна застала Ольгу Пилипівну на навчальній практиці на Кавказі; потім вона опинилася за Уралом у м. Курган, але, дізнавшися, що її тато був мобілізований на воєнне будівництво у районі Куйбишева (м. Самара), поїхала до нього, жила у містечку на станції Безимянка, котра швидко перетворилася у великий центр відновлення найбільших авіаційних заводів, вивезених з Москви. Працювала на двигунобудівному заводі № 24.
У 1943 році дізнається про поновлення роботи Білоруського державного університету і повертається на навчання на станцію Сходня під Москвою. У ці роки знайомиться з У. Демєнтьєвим, котрий читав курс фізичної географії. У. Демєнтьєв вплинув на її подальшу наукову діяльність і долю як ученої.
У 1945 році після визволення Мінська Ольга Пилипівна повертається у місто, де разом з викладачами і студентами бере участь у відновленні будівель університетського містечка БГУ. У цім же році закінчує географічний факультет і вступає до аспірантури, котру закінчує 1948 року.
Після закінчення аспірантури працює викладачкою кафедри фізичної географії, а 1949 року успішно захищає кандидатську дисертацію на тему «Геоморфологія південної частини Мінської височини». Уся подальша трудова, наукова і педагогічна діяльність О. П. Якушко пов'язана з університетом, де вона за 40 років пройшла шлях від викладачки до докторки географічних наук, професорки.
У 1952 році була затверджена в ученому званні доцентки кафедри фізичної географії.
У 1954 році стала членкинею Всесоюзного географічного товариства. З 1995 по 1990 р.р. — учасниця Всесоюзних з'їздів Всесоюзного географічного товариства.
Упродовж багатьох років професорка О. Ф. Якушко виконувала велику суспільну роботу. З 1959 по 1961 рік обрана депутаткою Мінської міської Ради депутатів трудящих. З 1967 по 1971 р.р. була депутаткою Ленінської районної Ради депутатів трудящих м.Мінська. Також була членкинею партійного і профспілкового комітетів університету.
У 1970 році захистила докторську дисертацію на тему «Історія розвитку і сучасний стан озер Півночі Білорусі» і стала першою у республіці жінкою, що отримала наукове звання докторки географічних наук. У цім же році була нагороджена медаллю «За доблесний труд».
З 1970 по 1973 роки брала участь у науково-туристичних поїздках країнами Східної Африки: Танзанія, Замбія, Мадагаскар, Маврикій.
У 1972 році затверджена у вченім званні професорки на катедрі фізичної географії закордонних країн. У 1973 році організувала і очолила катедру спільного землезнавства і науково-дослідницьку лабораторію озерознавства.
У 1976 році була учасницею Міжнародного палінологічного конгресу в Індії (м. Лакхнау).
У 1978 році була командирована до Люблянського університету для наукової роботи, пізніше — до Софійського університету для читання лекцій. У 1979  році проводила наукову роботу в Якутському університеті. У 1981 році була командирована до Болгарії (м. Варна) на ХІІ з'їзд географів Болгарії. У 1983 році читала лекції в Берлінському університеті.
У 1990 році була учасницею ІХ з'їзда Всесоюзного географічного товариства і була обрана його почесною членкинею.

## Наукова діяльність

### Наукові інтереси
Наукова діяльність пов'язана з вивченням і картографуванням ландшафтів, розробкою схеми фізико-географічного районування терену Білорусі. Напрямки наукової діяльності достатньо широкі. У теоретичній геоморфології дослідження вели з проблем літоморфогенезу Білоруського Поозер'я і Мінської височини, геоморфологічного районування, проявів карстових і сучасних процесів утворення рельєфу в районах поширення лесовидних порід Мінської, Новогрудської височин і Оршано-Могильовської підвищеної рівнини. Широке застосування мають роботи прикладної спрямованості: з морфометрії рельєфу, інженерної, ландшафтної і екологічної геоморфології.

### Наукова діяльність
Будучи доценткою на кафедрі фізичної географії, Ольга Пилипівна бере активну участь у ландшафтному зняттю півночі і центру республіки і створенні схем фізико-географічного і геоморфологічного районування Білорусі.
З середини 50-х рр. вона звертається до вивчення озер Білорусі — новій проблемі у географічній науці в регіоні. Пише монографії, навчальні посібники, окремі статті, у котрих на основі тривалих досліджень була розроблена комплексна лімнологична класифікація озер. Ольга Пилипівна вивчає історію їхнього розвитку у голоцені, закономірності еволюції лімносистем, проблеми їхнього стійкого розвитку, антропогенне евтрофікування в умовах інтенсивної господарської діяльності, наукові принципи обґрунтування охорони озерних ландшафтів і окремих озер. Настільною книгою цілого покоління лімнологів стали «Географія озер Білорусі» (1967), «Білоруське Поозер'я» (1971), «Озерознавство» (1981).
У 70-ті роки за особистої участі О. П. Якушко сформувалась школа палеогеографів Білорусі.
На початку 80-х р.р. під керівництвом О. П. Якушко і за її особистої участі був виданий перший довідник білоруських озер, котрий включав комплекс даних про понад 500 озер Білорусі. Ця робота дотепер широко використовується численними науковими і виробничими організаціями: у практиці меліоративних робіт, при рішенні питань раціонального використання багатих на озера територій, рибництві.
Спільно з болгарськими ученими Якушко внесла суттєвий вклад у розвиток вчення про антропогенні ландшафти: були визначені критерії виділення таксономічних одиниць озерних ландшафтів за комплексом природних і антропогенних чинників, котрий не має аналогів у лімнологічній науці.
Значущий вклад О. П. Якушко — створення у республіці мережі особливо охоронних природних зон, основу котрих, зазвичай, становлять озера. Це заказники республіканського значення «Єльня» (1968), «Голубі озера» (1972), «Біле», «Криве», «Довге», «Ричи» (1979), «Синьша», «Червоний бор», національні парки Нарочанський і Браславські озера.

### Педагогічна діяльність
Наукова діяльність Якушко поєднувалась з педагогічною. Ольга Пилипівна читала лекції з основних географічних курсів: із загального землезнавства, загальної геоморфології та спецкурсів «Сучасні проблеми геоморфології», «Лімнологія», «Геоморфологія Білорусі».
Наукова діяльність Ольги Пилипівни постійно поєднувалася з вишколом спеціалістів географічного профілю. У 1973 році на кафедрі загального землезнавства була організована нова спеціалізація з геоморфології і геофізики АН БССР. Із цією метою публікувалися численні статті і навчальні посібники з основ геоморфології (1986).
Брала участь у створенні підручника з географії БРСР для середньої школи, котрий витримав 10 перевидань, хрестоматій з географії для середньої школи, підручників для вищої школи «Природа Білорусі» (1965; 1977) і «Географія озер Білорусі» (1965; 1977), численних спеціалізованих збірників.
Наукові роботи Ольги Пилипівни Якушко отримали широку відомість у кругах лімнологів, географів, геоморфологів. Вона неодноразово виступала з доповідями та лекціями на міжнародних, всесоюзних, республіканських конференціях і з'їздах у ПНР, НРБ, Індії, СФРЮ, Ленінграді, Москві, Іркутську, Вільнюсі і Таллінні. Ольга Пилипівна була науковою консультанткою лабораторії озерознавства Якутського університету, вона постійно працювала у тісній співпраці з Інститутом озерознавства АН СРСР, була членом Ради Всесоюзного географічного товариства і БССР, активно працювала у Білоруській радянській енциклопедії як автор численних статей, член редколегії і науковий консультант.

## Нагороди
- 1968 — нагороджена почесною грамотою Верховної Ради БРСР.
- 1970 — нагороджена ювілейною медаллю «За доблесну працю».
- 1971 — нагороджена почесною грамотою Верховної Ради БРСР за успіхи у розвитку вищої освіти і науки у зв'язку з 50-ю річницею БДУ.
- 1977 — нагороджена нагрудним знаком «За відмінні успіхи у роботі» у царині вищої освіти СРСР.
- 1980 — присвоєно почесне звання Заслуженої діячки науки БРСР.
- 1984 — нагороджена медаллю «Ветеран праці».
- 1986 — присуджено звання лауреатки державної премії БРСР.

Була нагороджена почесною грамотою міністерства вищої і середньої освіти БРСР, почесними грамотами університету і факультету.
За значущий вклад у розвиток вітчизняної науки і успіхи у підготовці педагогічних кадрів 2001 року була нагороджена медаллю Франциска Скорини.

## Наукові праці
Автор понад 300 робіт. Основні серед них:
- Ерозійні і делювіальні процеси у лесових районах БРСР // Уч. зап. / БГУ ім. В. І. Леніна. Сірок. геолого-геогр. — Мн., 1954. — Вип. 21. — з.71-86.
- Прырода Беларусі: Фізіка-геагр. агляд / В. А. Дзяменцьеў, А. Х. Шкляр, В. П. Якушка. — Мн.: Дзярж. вуч.-пед. выд-ва М-ва асветы БССР, 1959. — 315 c.
- Географія озер Білорусі // Навч. пос. для геогр. фак. ун-тів //. Мн., Вишейш. шк.,1967, 213 с.
- Білоруське Поозер'я: Історія розвитку і сучасне стан озер Північної Білорусі. Мн., Вышэйш. шк., 1971. 335 з.
- Край озёрный.—2 изд.— Мн., 1978
- Озерознавство: Географія озер Білорусі: /Навч. пос. для геогр. спец. вишів. Мн., Вишейш. шк., 1981. 223 з.
- Озера Белоруссии / О. Ф. Якушко и др. — Мн.: Ураджай, 1988. — 216 с.
- Асновы агульнага землязнаўства: Вучэб. дапаможнік для студэнтаў І курса геагр. фак. / Беларус.дзярж.ун-т. — Мн., 1993. — 53 с.
- Пра рэльеф Беларусі / А. В. Мацвееў, В. П. Якушка. — Мн.: Нар.асвета, 1994. — 72 с.
- Основи геоморфології /Підручник для студентів геогр. і геол.спец. вишів/. Мн., БГУ, 1997. 236 с.
- Геоморфологія Білорусі / Підручник для студентів геогр. факультетів. У соавт./ Мн., БГУ, 2000. 172 с.
- [Архівовано 1 грудня 2017 у Wayback Machine.] Вісник Білоруського державного університету. Сірок. 2, Хімія. Біологія. Географія. — 2005. — № 1. — З.55-59